# Список вулиць Харкова (Ф)
| Назва           | Тип   | Довжина, м | Колишні назви                                | Район(и)        | Місцевість     |
| --------------- | ----- | ---------- | -------------------------------------------- | --------------- | -------------- |
| Фанінський      | вул.  |            |                                              | Шевченківський  |                |
| Фасадна         | вул.  |            |                                              | Індустріальний  |                |
| Фастівський     | вул.  |            |                                              | Холодногірський |                |
| Федецького      | в-д   |            |                                              | Слобідський     | Федірці        |
| Федецького      | вул.  |            |                                              | Слобідський     | Федірці        |
| Федорівська     | вул.  |            |                                              | Новобаварський  |                |
| Федорцівська    | вул.  |            | Леніна                                       | Слобідський     | Федірці        |
| Федорцівська    | пров. |            |                                              | Слобідський     | Федірці        |
| Фейєрбаха       | пров. | 220        | Вознесенський                                | Салтівський     | Захарків       |
| Фельдшерська    | вул.  |            |                                              | Новобаварський  |                |
| Феодосійська    | вул.  |            |                                              | Шевченківський  |                |
| Ферганська      | вул.  |            |                                              | Немишлянський   |                |
| Ферганський     | пров. |            |                                              | Немишлянський   |                |
| Фермерська      | вул.  | 120        | Колгоспна                                    | Новобаварський  |                |
| Фесенківська    | вул.  |            |                                              | Слобідський     |                |
| Фесенківський   | в-д   |            |                                              | Слобідський     |                |
| Фестивальна     | вул.  |            |                                              | Київський       |                |
| Фестивальний    | пров. |            |                                              | Київський       |                |
| Фіалковий       | пров. | 170        | 2-й провулок Васнецова                       | Немишлянський   | Ново-Західний  |
| Фізкультурна    | вул.  |            |                                              | Київський       |                |
| Фізкультурний   | пров. |            |                                              | Київський       |                |
| Фізкультурний   | в-д   |            |                                              | Київський       |                |
| Фінська         | вул.  | 580        | Біломорська                                  | Холодногірський | Сортувальня    |
| Фіньківський    | вул.  |            |                                              | Основ'янський   |                |
| Фісановича      | вул.  | 656        |                                              | Салтівський     | Стара Салтівка |
| Фороський       | пров. | 220        | Генічеський, Бажова                          | Холодногірський | Холодна Гора   |
| Фортечна        | вул.  | 280        | Каштанова, Бородіна                          | Шевченківський  | Шатилівка      |
| Франка          | вул.  |            |                                              | Основ'янський   |                |
| Франка          | вул.  |            |                                              | Слобідський     | Павленки       |
| Франка          | пров. |            |                                              | Слобідський     | Павленки       |
| Франківська     | вул.  | 800        | Бахметьєвський провулок, Рижівська набережна | Салтівський     | Захарків       |
| Франківський    | вул.  |            |                                              | Салтівський     | Захарків       |
| Франтішка Крала | вул.  |            |                                              | Індустріальний  |                |
| Французький     | вул.  |            |                                              | Шевченківський  |                |
| Фронтова        | вул.  |            |                                              | Шевченківський  |                |
| Фронтовиків     | вул.  |            |                                              | Шевченківський  |                |
| Фруктовий       | пров. |            |                                              | Немишлянський   |                |